# Долотинка (Миллеровский район)
Долоти́нка — посёлок в Миллеровском районе Ростовской области. Административный центр Треневского сельского поселения.
В посёлке имеется военный аэродром.

## География

### Улицы
- ул. Заводская,
- ул. Луговая,
- ул. Речная,
- ул. Садовая,
- ул. Советская,
- ул. Школьная.

## История
Хутор Долотинка при реке Журавке, в 75 верстах от станицы Каменской. Определением Войскового гражданского правительства от 4 августа 1794 года Луганской станицы отставному хорунжему Долотину было предписано занять под хутор место на реке Дерезоватке, обзавестись экономией и поселить крестьян. В 1799 году приказом из Войсковой канцелярии «велено тех крестьян его свесть и дворы поуничтожить, что он и исполнил». Поэтому Долотин присмотрел в войсковом владении место при впадении Журавки в реку Полную. В 1805 году он просил дозволения на этом месте построить хутор и переселить туда 47 душ малороссиян, на что получил разрешение Войсковой канцелярии.
По списку 1859 года в посёлке Долотин (Журавский) значатся 28 дворов, жителей 122 м п. и 120 ж. п. По переписи 1873 года в составе Туроверово-Глубокинской волости упоминается хутор Долотин-Журавский, в 6 верстах от железнодорожной станции Миллерово-Глубокинской: 53 двора, 3 отдельных избы, 159 жителей м. п. и 164 ж. п. Хозяйство: плугов — 32, лошадей — 43, пар волов — 146, прочего рогатого скота — 197, овец простых — 594.
Местные жители основателя называли - пан Долотин. У пана Долотина были земли на месте нынешнего посёлка. Они назывались "Панский сад".
Из воспоминаний Авдюгина И.Я.,1923 г.р., проживавшего в п. Долотинка Ростовской области: "Пан Долотин продал свои земли Гракам. Они впоследствии досаживали "Панский сад". Здесь были груши, вишни, яблони. Вся усадьба утопала в цветущей дикой сирени. От дома в 60-е годы прошлого века оставался только фундамент. А в 1965-1967гг. на его месте было построено современное здание Ленинской СОШ на 320 учеников."
Посёлок Долотинка до 1941 года.
Из воспоминаний Дидоренко С.Ф.,1893 г. р., проживавшей в п. Долотинка Ростовской области: «Я родилась в 1893 году в семье Гринько Феодосия Тимофеевича и была последним ребёнком. Как и все дети, я с ранних лет была знакома со всеми тяготами сельской жизни и нигде не была за пределами Рогалика. Только в 1910 году родители взяли меня на богомолье в г. Белгород, где я впервые увидела несметное количество народа и большой собор. После этой поездки у меня появилась мечта стать монахиней, но судьба и родители распорядились иначе. В 1912 году меня выдали замуж за Дидоренко Илью Ивановича. Он был приёмным сыном зажиточного крестьянина хутора Долотинка Шаповалова Михаила Савельевича. Муж мой был отдан ему на воспитание в шестимесячном возрасте и по сути дела батрачил на него с 7 лет. Шаповалов М.С. был настоящим кулаком, но жил в неказистой хате из двух маленьких комнат. У свекрови было большое хозяйство: только дойных коров 6 штук. Их нужно было доить и прочее. А ещё нужно было готовить на всю семью и на наёмных работников в летний период. Потом родились дети. Свёкор разбогател на том, что торговал скотом. Скупал по дешёвой цене. откармливал и продавал в Москве и Петербурге, отправляя их туда по железной дороге. Когда грянула Февральская революция, многие богатые люди стали продавать своё имущество и уезжать за границу. Свёкор по жадности купил три дома и два магазина. Но тут произошла Октябрьская революция. и у него всё это отобрали. Свёкор вернулся к нам. Наступила Гражданская война. На юге нашей страны она была особенно жестокой. То "белые" гнали "красных", то наоборот, а то и Махно со своими бандитами. Все требовали есть и пить. У нас был ларь с мукой на 100 пудов, и я его перепекла хлебом меньше чем за год. В 1920 году мы с мужем и детьми ушли на квартиру к его сестре, а потом построили себе хату. В хозяйстве нам не очень везло: то лощадь падёт, то корова, хотя мы старались изо всех сил. Первые годы после Гражданской войны были очень тяжёлыми из-за хозяйственной разрухи, голода, болезней. Но всё же к концу 1928 года народ в селе стал жить лучше, а некоторые предприимчивые даже зажиточно. Земля вся была распахана, народ выращивал скот, приобретал инвентарь. Но в 1928 году началось новое испытание для народа-- коллективизация. У более или менее зажиточного населения Советы бедноты отбирали не только скот, инвентарь, но и всякое барахло. В 1929 году семьи зажиточных крестьян и середняков стали вывозить "на Вёшки", где они рыли себе землянки. А в 1930 году на станцию Мальчевская подогнали поезд с товарными вагонами, погрузили туда людей и увезли одних на Север, других на Урал. Там они строили себе бараки и в них жили. Отца моего в 80-тилетнем возрасте вместе с сыновьями и их детьми так же раскулачили и увезли в Пермскую область, где они и погибли." В посёлке Долотинка были раскулачены семьи Граков, Сиряков, Авдюгиных, Колесниковых, Бондаренко, Толстокоровых. Коммунисты Никита и Пётр Манько, Махора Манченко ходили по дворам раскулаченных и забирали зерно, коров, лошадей. Потом делили всё среди бедняков.
Из воспоминаний Дидоренко С. Ф., 1893 г. р. (продолжение), проживавшей в п. Долотинка Ростовской области: " В начале 1930 года начали сгонять народ в колхоз. Отобрали лошадей, скот, сельхозинвентарь. В конце 1930 года из колхоза все разбежались. В 1931 году сеяли и убирали единолично. Но в конце 1931 года народ снова загнали в колхоз, который был назван имени Подтёлкова и Кривошлыкова. Председателем назначили Манько Власа Фёдоровича -- бедного и неграмотного крестьянина. В колхозе сначала царил беспорядок. Каждый крестьянин старался кормить свою скотину, а работать на чужой. Введённый "трудодень" был непонятен людям. Оплата натурой \ хлебом \ была мизерной, и люди жили, в основном, за счёт своих огородов и личного хозяйства. Потом государство ввело ещё тяжёлый налог. В деньгах нужно было платить подоходный налог, страховку, заем. А в натуре - молоко, яйца, кожу и прочее. 1932 год был неурожайным. Весь хлеб из колхоза был вывезен. Кроме того у крестьян изымали " излишки " продуктов. В 1932-1933 гг. был повсеместный голод. Моей семье, в которой было пятеро детей, удалось пережить голодную зиму только благодаря корове, обручальному кольцу, нескольким серебряным ложкам и серьгам из золота. В стране были открыты " торгсины" -- специальные магазины, где за драгоценные металлы можно было приобрести продукты. За это богатство мы выменяли пшено и поэтому не умерли с голоду. Лето 1933 года было урожайным, и народ немного стал лучше жить. Все наши дети учились. Мы с мужем хотели дать им образование, чтобы их жизнь была легче. Старшая дочь Таисия стала фармацевтом, сына Фёдора взяли с литературного факультета Воронежского института в армию. Он служил в Прибалтике и погиб под Смоленском в 1941 году. Любовь стала учительницей и проработала всю жизнь в Ленинской СОШ. Павел - инженером - конструктором. Николай - инженером - изобретателем.
Тюрьма.
Записано со слов Гончарова В. И., 1930 г. р., проживавшего в п. Долотинка Ростовской области:« В посёлке Долотинка в 1935 - 1939 гг. находилась тюрьма. В ней были заключённые со всего бывшего Советского Союза: казахи, кавказцы, русские. Наказание они несли за различные провинности: мелкое воровство, рассказанный политический анекдот. Были и просто укравшие пригоршню пшеницы. Сроки наказания у большинства были до 9 месяцев, у политических же - до 15 лет. Заключённые много работали: строили бараки, рыли ямы для засолки капусты, построили 5 печей для получения мела. В огромном, разработанном ими карьере, добывали известняк, делали из него стержневой и молотый мел. В печи засыпали слоями известняк и уголь, попеременно. Снизу печей были отверстия для поддува воздуха. Полученный крупными кусками мел засыпали в сооружения с жерновами из песчаника. Круги \жернова \ приводились в движение лошадью, которая ходила по кругу. Полученный мел фасовали в мешки. На территории тюрьмы был также колбасный цех, в котором делали колбасу из конины. Кроме того делали ещё и патоку из кукурузы. Заключённых кормили плохо, многие умирали. Хоронили их на отдельном кладбище, которое находилось на склоне холма \ напротив нынешней ул. Луговой \. Впоследствии кладбище на 3/4 было засыпано отвальными породами. Мусульман хоронили по их обычаям: завёрнутых в ткань и в сидячем положении. У Белой кручи заключённые добывали более качественный мел. Однажды во время добычи мела из-под земли забил большой фонтан воды. (до 4м в высоту из воспом. Хондова А.А.) Заключённые испугались, что вода может залить посёлок. Поэтому его засыпали. Территория тюрьмы со всех сторон была огорожена высокой каменной стеной с колючей проволокой. По периметру стояли сторожевые вышки. Побеги были редко. В 1939 году заключённых вывезли в г. Зверево. На мелзавод набрали вольнонаёмных. Во время войны в казармах тюрьмы жили лётчики действующего аэродрома. После войны здесь опять был мелзавод, где кроме мела делали ещё и черепицу.
Долотинка в годы Великой Отечественной войны.
Страна росла,
Трудилась неустанно,
Сил набиралась мирная страна.
И вдруг -- тревожный голос Левитана :
- Внимание, товарищи, война! Война! Война!
В ушах гремели взрывы,
Полнеба дым пожарищ закрывал.
И в полный рост, строги и молчаливы,
Все встали на борьбу - и стар, и мал.
22 июня 1941 года началась Великая Отечественная война. Жители нашего посёлка узнали о начале войны по радио.
Из воспоминаний Медведева Алексея Васильевича, 1925 г. р., проживавшего в п. Долотинка Ростовской области: " Я был подростком, работал в колхозе конюхом. В день начала войны подошёл ко мне бригадир и попросил съездить на полевой стан, чтобы сказать трактористам о начале войны. Я передал слова дяди Пети, все растерялись. На меня смотрят и не верят, а потом сложили инструменты и пошли домой. На следующий день мужчины получали повестки, их привёз уполномоченный. Сразу забрали парней 1923-1924 гг. рождения и послали их на ускоренное обучение. Молодых юношей и девушек отправляли под г. Шахты рыть противотанковые окопы. Было трудно, но все старались, потому что понимали - это всё для победы. "
« Перед оккупацией, в июле 1942 года, - вспоминает Гончаров Василий Иванович, 1930 г. р., проживавший в п. Долотинка Ростовской области, - через посёлок из Украины гнали много скота: коров, овец, лошадей. Шли эвакуированные. Затем бежали солдаты по одному и группами, голодные, грязные и без оружия ."
Из воспоминаний Дидоренко Павла Ильича, 1927 г. р., проживавшего в п. Долотинка Ростовской области: " Я в июле 1941 года после окончания восьмого класса был на каникулах в Долотинке. В начале июля началось массовое отступление наших войск. Бойцы шли через посёлок голодные, многие уже без оружия. Моей маме колхоз давал муку, и она два раза на день пекла хлеб и раздавала бойцам. Перед сильными бомбардировками все спрятались по подвалам... Когда мы выглянули из укрытия, то сразу увидели немецкого солдата в полной экипировке: с винтовкой, автоматом, противогазом и биноклем в руке. Он рассматривал склон холма. Немец увидел нас и сказал: " Хлеб, млеко." Мама дала ему, и он ушёл. Хочу поделиться впечатлением, которое производила немецкая армия. Это были хорошо обученные, дисциплинированные и регулярно снабжаемые боеприпасами и продуктами войска. Немецкая авиация господствовала в воздухе, а танки утюжили нашу землю. Пехота, в основном, была механизирована. Да и связь была налажена. К лету 1942 года за спиной у немцев была покорённая Европа и часть Советского Союза. Они были уверены в себе... В нашей степной местности партизанского движения не было, но если убивали немца, то расстреливали по 10 мирных жителей за солдата и по 100 - за офицера. Итальянская часть, состоящая из двух десятков машин, некоторое время находилась в нашем посёлке. У них были превосходные машины марки " Фиат ". Одеты были легко, вооружены маленькими карабинами с трёхгранным штыком. Впечатления захватчиков они не производили. У них был даже " сын полка " - десятилетний русский мальчик. Кормили итальянцев плохо, поэтому они " втихую "охотились на беспризорных кур. С деревенскими мальчишками вели меновую торговлю -- пачка сигарет за полведра лягушек. Из них итальянцы варили суп. Поэтому их прозвали «лягушатниками». Румыны тоже были в нашем посёлке. Их обоз состоял из брезентовых повозок с лошадьми, в которых было больше вещей, чем вооружения. Это был необразованный народ - мародёры и насильники. Вооружены они были винтовками с тесаками".
Из воспоминаний Сацюк Анны Николаевны, 1932 г. р., проживавшей в п. Долотинка Ростовской области: " Немцы расквартировались по ул. Луговой, а итальянцы и румыны - по ул. Школьной. Немцев было мало в посёлке, но они сразу начали наводить свои порядки: выбрали старосту и полицаев, организовали комендатуру и больницу. Старостой, под угрозой расстрела, поставили Пономарёва И. И.. Оккупанты забирали у жителей продукты. Если полицаи предупреждали, что у кого - то собираются забрать свинью, то её резали сами, а немцам говорили, что издохла. Но не всегда этот обман удавался. Летом 1942 года жители посёлка были свидетелями боя между немецким и русским самолётами. Вдоль кладбища на бричке ехали два мужика. Немецкий самолёт пикировал на них и автоматной очередью расстрелял. Тут в небе появился советский самолёт. Завязался бой. " Немец " зашёл в хвост нашему и подбил его. Наш лётчик пролетел через село и далеко за курганом рухнул на поле. Когда местные жители прибежали, лётчик был ещё жив. Он открыл глаза и умер. Похоронили на местном кладбище. Немцы не стали распускать колхоз. А жителей заставляли работать. Дети ухаживали за скотом. Весной пахали на коровах. Они вредные, строптивые. не хотели тянуть плуг. Поэтому две женщины шли по бокам, а одна - сзади. Молодых девушек и юношей забирали рыть окопы под г. Миллерово". Потом их стали угонять в Германию. Чтобы не попасть в набор, девушки ранили кожу и натирали чесноком. Раны воспалялись, и немцы думали, что это тиф. На дом вешали табличку - " тиф ". Этот обман не мог долго продолжаться. В Германию угнали 8 девушек. Среди них была Жилина Зинаида Захаровна. В 1943 году ей не было ещё и 18 лет. Вместе с сотнями других их погрузили на ст. Красновка в товарные вагоны и отправили в Германию. Там, в небольшом городке Ганау, они работали на военном заводе, где выпускали колёса на танкетки. Жили в бараках, огороженных колючей проволокой. На работу водили под конвоем, трудились по 12 -14 часов. Кормили 2 раза в день: утром - чай и кусочек хлеба, вечером - баланда или брюква. Рядом с бараками был лес. Девушки бегали туда за ягодами. Немцы думали, что они хотят убежать, ловили и били. В конце 1944 года их освободили американцы. Домой из Германии вернулись трое: Жилина З. З., Авдюгина А. П., Заикина Н. М..
Из воспоминаний Богдановой Елены Фёдоровны, 1925 г.р., проживавшей в п. Долотинка Ростовской области: " Во время оккупации у нас жила радистка Тоня. Её выдавали за родственницу. Рацию она прятала в куче сухого навоза, которым топили печь. Зимой 1943 года Тоня передавала по рации о расположении немцев. Когда наши вошли в посёлок, радистка ушла, пообещав приехать в гости после войны. Но мы её так и не дождались". Оккупация длилась около 6 месяцев и закончилась в январе 1943 года после наступления наших войск под г. Миллерово. Из воспоминаний Дидоренко П. И., 1927 г. р., проживавшего в п. Долотинка Ростовской области: " После освобождения молодёжь была направлена на сбор металлолома. Это была трудная и опасная работа, так как попадались боеприпасы. А летом 1943 года я вместе с другими подростками и девушками был направлен на строительство оборонительных рубежей по Северскому Донцу. Это было недалеко от г. Краснодона, в районе села Давидо - Никольское. Ожидалось новое наступление немцев на Кавказ. Но использовать рубежи не пришлось, немцы начали наступление на Курской дуге. Война отошла далеко от наших мест". Из п. Долотика ушли на войну 25 человек, а вернулись - трое.

После войны.
После войны люди облагались непосильными налогами, был налог даже на фруктовые деревья. В 1947 году был голод. Но постепенно жизнь налаживалась. Общими усилиями восстанавливали колхоз. Вдовам помогали строить дома: давали брёвна, делали саман, выдавали ссуды на строительство. В 1960 году в посёлке провели радио. Собрались в доме у Авдюгиной Домны Ивановны. И вот в 10 часов люди впервые услышали голос диктора. Сколько было радости! В 1961 году проводили электрический свет по ул. Луговой. Это было зимой, за несколько дней до Нового года. Все жители вышли рыть ямы для столбов. Мёрзлую землю поливали соляркой, поджигали, земля оттаивала, и можно было копать. За 2 дня установили столбы, и к Новому году во всех домах был свет. До середины 90- х гг. наш посёлок был в составе колхоза " Рассвет. " У нас была крупная МТФ, которая организована была ещё в 1928 году. До начала 2000 - х гг. была СТФ.  В нашем посёлке есть памятник жителям п. Долотинка, погибшим в ВОв. На высоком постаменте находится скульптурный ансамбль – женщина с венком и коленопреклонённый воин с мечом. Здесь же находится братская могила № 30. В неё положили останки восьми человек. Их перенесли из " Панского сада. "
Похоронены:
1. Гончаров Василий Ефимович - коммунист, работал бригадиром, завхозом. Был честным и трудолюбивым.
2. Манько Анна Власовна - коммунист, первая женщина - тракторист. Отец её был расстрелян в Дулаге - 125.
3. Казаренко Пётр - коммунист, из бедняков, работал бригадиром, убил бык.
4. Сурженко Павел Лаврентьевич - коммунист, был председателем колхоза им. 17 Партсъезда \ х. Журавка \, заведующим МТФ в Мальчевско - Полненской. Умер 29 мая 1941 года от аппендицита. Во время войны его семья была "расстрельная," поэтому жена и дети прятались в семье Карпенко, а потом - на Пользе.
5. Гончаров Григорий Иванович - коммунист.
6. Мироненко Константин.
7. Манько Никита - герой Гражданской войны.
8. Гончарова Ирина Ивановна - передовик производства, доярка.
3. День сегодняшний.
Родина. Всё, чем живу и дышу,
Только тебе доверяю.
Я так тобой дорожу,
Чем отплатить - я не знаю.
Ты - моя радость и жизнь,
Дней отшумевших основа.
Ты мне прикажешь - держись.
Я твое выполню слово.
И. Помещенко
В настоящее время п. Долотинка занимает 163 га земли. Проживает здесь 825 человек: дети от 1 года до 7 лет - 73, от 8 до 15 - 56, от 16 до 18 - 29. Пенсионеров - 207. Трудоспособных - 460. В посёлке расположена Администрация Тренёвского с\поселения. Здесь работают 14 человек.  Рядом находится Долотинский детсад на 25 мест. Здесь трудится 7 человек.  В Ленинской СОШ учится 131 человек, работает 20 человек. Школа оборудована компьютерами, есть мультимедийный кабинет, подключён Интернет.  В посёлке есть магазин Миллеровского СПО. По вечерам и в праздники жителей ждёт СДК. Долотинский СДК был построен в 1964 году. На протяжении полувека он практически не менялся. Здесь проводились различные мероприятия, показывались кинофильмы. СДК был и есть центр досуга жителей посёлка. В 2013 году был проведён ремонт здания клуба. Весной 2013 года было проведено озеленение территории клуба. В ноябре 2013 года были установлены и открыты детские площадки на территории СДК и улицы Советской.
История Долотинского завода ЖБИ.

ДЗ ЖБИ был основан в июле 1979 года. Сначала это был обычный полигон, где выливали бетон для технических нужд. Со временем он оброс зданиями, цехами, подъездными путями и превратился в завод, продукция которого востребована по всей Ростовской области. Здесь налажено производство сборного железобетона, товарного и декоративного бетона. Всего выпускается около 100 наименований продукции. Руководит заводом Генеральный директор Горватов В. Н.. Под его началом трудится 70 человек. Наряду с молодыми здесь работают опытные кадры. Среди них сварщик Багрова В. И., которая пришла на завод в 1982 году. Она помнит, как приходилось выливать бетон практически в чистом поле, и радуется, что сейчас созданы комфортные условия работы. Благодаря профессионализму коллектива в 2009 году удалось добиться хороших показателей. Было вылито 17 тысяч тонн бетона, что позволило на вырученные деньги приобрести новое оборудование, в первую очередь для растворобетонного узла, который называют "сердцем" завода. В дальнейших планах руководства -- наращивание оборотов готовой продукции с целью реконструкции завода.
```
Долотинский Щебзавод. Основан был в 1947 году.
```

Из воспоминаний Хондова А. А., 1929 г. р., проживающего в п. Долотинка Ростовской области: « Я пришёл работать на завод в 1947 году простым рабочим. Добывали камень в карьере, затем его измельчали вручную. Через год к заводу подвели одну ветку железной дороги. Стали уже мотовозом подвозить вагонетки с камнем. Оборудовали завод дробилками и измельчали в них камень. Затем создали плотницкую и ремонтную бригады. До 1960 года на заводе была собственная электростанция, так как электроэнергии в посёлке ещё не было. Щебень поставляли для строительства железных дорог по всей России. К середине 80 - х гг. производительность завода достигла 320 тысяч кубометров в год, и завод занял первое место в России. Я проработал на заводе до 1989 года, был уже мастером. Завод расформировали в 1998 году. Запасов камня ещё хватило бы надолго, но он находится на землях другого сельского поселения".
Из воспоминаний Лысенко Н. И., 1948 г. р., проживающей в п. Долотинка Ростовской области: «Я пришла работать на завод в конце 60- х годов грохотальщицей. В то время завод работал в 3 смены. В 70-е гг. завод стал работать в 2 смены. Рабочих было 80 человек: водители КА МАЗов и ЗИЛов, ЗИСОВ, ГАЗов, машинисты, грохотальщики, ремонтная бригада, рабочие электроцеха и охрана. Из карьера добывали камень, который измельчали на грохотах, а затем разделяли полученный щебень по фракциям. Крупный и средний щебень использовали для нужд железной дороги, а мелкий – для строительства. В 90-е гг. на заводе установили автоматическую систему управления. Работать стало легче. Поселок Щебзавода и сам щебёночный завод в то время были благоустроены: было много насажено тополей, везде было чисто. Для детей был открыт детский садик».
Кроме того: посёлок Щебзавод был обустроен: магазинами, конторой с узлом связи и радиоузлом, клубом (на месте женского общежития – на его месте была сцена клуба), библиотекой в Красном уголке, а позже в клубе, красным уголком и медпунктом, ж/д станцией, баней (с шайками и душевой), водокачкой, парикмахерской при общежитии в бараке №1. На углу улицы Заводской и Речной стоял дом путепрокладочной бригады, обслуживающей семафоры, стрелки, три ж/д тупика. Были сооружены спортивный молодёжный городок на этом месте сейчас кирпичный 2-х этажный дом. Стадион 100х60м.
Структура завода:
1. Забой каменный, Вскрыша забоя
- грохот верхний с подъездной ж/д Тупик №2
- грохот нижний с двумя камнезаборниками, сеяками, транспортёрными лентами, погрузчиками в ж/д вагоны
- мотовозная бригада узкоколейная
- бригада подрывников со складом ВВ и 2-е сигнальные сирены с сигнальной вышкой
- бригада буровых установок
2. Гараж: начальник гаража, механики, слесари-ремонтники
- бригада экскаваторщиков
- бульдозеристы, скреперисты
- автомобили Мазы (7 тонн)
- автомобили Зис-151- 3.0 тон
- автомобили Зил-157 - 3,5 тонны
- автомобили Зил-130 – 4,5 тонны
- автомобили поливальные (пожарные) на базе Зил-130
- автомобили бортовые Газ-51 для перевозки людей и будки с хлебом
- трактора колёсные с тележками
- аккумуляторная
- 4-е бокса под крышей и складом запчастей
- АЗС (бензин, масло, салидол)
- автомойка,
3. МЕХанический цех: начальник цеха, начальники смен, токари, лекальщики, кузня, сварщики
4. Плотницкая и столярная
5. Электростанция два дизель-генератора с приводом от корабельного двигателя в водяным охлаждением Шкода 950 л.с, подстанция энерго - распределительная, 2 градильни охлаждения двигателей э/станции, водосброс в реку
6. Котельная и баня с душевыми для рабочих
7. Водонапорные башни с насосами, водокачка с водозабором
8. Конюшня с лошадьми, бричками, двуколкой, сенокосилками, боронами, сеялками
9. Мотовозы пассажирские - 2 шт, мотодрезины – 2 шт
10 Склады: металопроката (болванки, стержни, оборудования для мехцеха), склады запчастей, хозяйственные и табачные (роба, рукавицы, обмундирование, сапоги, ботинки)

Завод работал в три смены, затем в 2-е смены
Во главе: Начальник завода, главный инженер, главный бухгалтер
Начальник планово-экономического отдела, нормировщики, учётчики
Начальники смен – 3 чел, позже 2 чел при работе в 2 смены
Горные мастера – 3 (4) чел (в т.ч. горный мастер-взрывных работ)
Начальник ж/д станции - мастер ж/д погрузки.

## Население
| 2010 |
| ---- |
| 880  |

## Промышленность
В посёлке находится завод железобетонных изделий.
Структура завода:
1. Забой каменный, Вскрыша забоя
- грохот верхний с подъездной ж/д Тупик №2
- грохот нижний с двумя камнезаборниками, сеяками, транспортёрными лентами, погрузчиками в ж/д вагоны
- мотовозная бригада узкоколейная
- бригада подрывников со складом ВВ и 2-е сигнальные сирены с сигнальной вышкой
- бригада буровых установок
2. Гараж: начальник гаража, механики, слесари-ремонтники
- бригада экскаваторщиков
- бульдозеристы, скреперисты
- автомобили Мазы (7 тонн)
- автомобили Зис-151- 3.0 тон
- автомобили Зил-157 - 3,5 тонны
- автомобили Зил-130 – 4,5 тонны
- автомобили поливальные (пожарные) на базе Зил-130
- автомобили бортовые Газ-51 для перевозки людей и будки с хлебом
- трактора колёсные с тележками
- аккумуляторная
- 4-е бокса под крышей и складом запчастей
- АЗС (бензин, масло, салидол)
- автомойка,
3. МЕХанический цех: начальник цеха, начальники смен, токари, лекальщики, кузня, сварщики
4. Плотницкая и столярная
5. Электростанция два дизель-генератора с приводом от корабельного двигателя в водяным охлаждением Шкода 950 л.с, подстанция энерго - распределительная, 2 градильни охлаждения двигателей э/станции, водосброс в реку
6. Котельная и баня с душевыми для рабочих
7. Водонапорные башни с насосами, водокачка с водозабором
8. Конюшня с лошадьми, бричками, двуколкой, сенокосилками, боронами, сеялками
9. Мотовозы пассажирские - 2 шт, мотодрезины – 2 шт
10 Склады: металопроката (болванки, стержни, оборудования для мехцеха), склады запчастей, хозяйственные и табачные (роба, рукавицы, обмундирование, сапоги, ботинки)

Завод работал в три смены, затем в 2-е смены
Во главе: Начальник завода, главный инженер, главный бухгалтер
Начальник планово-экономического отдела, нормировщики, учётчики
Начальники смен – 3 чел, позже 2 чел при работе в 2 смены
Горные мастера – 3 (4) чел (в т.ч. горный мастер-взрывных работ)
Начальник ж/д станции - мастер ж/д погрузки.